# Thalassophorus spinipennis
Thalassophorus spinipennis är en tvåvingeart som beskrevs av Saigusa 1986. Thalassophorus spinipennis ingår i släktet Thalassophorus och familjen styltflugor. Inga underarter finns listade i Catalogue of Life.